# ミカ・ワルタリ
ミカ・トイミ・ワルタリ（芬: Mika Toimi Waltari, ミッカ・ワルタリとも, 1908年9月19日 - 1979年8月26日）は、フィンランドの作家。歴史小説『エジプト人』でよく知られている。

## 経歴
ヘルシンキに生まれ、5歳でルター派の宣教師であった父親と死別する。子ども時代にフィンランド内戦の目撃者となった。後に母親の希望によりヘルシンキ大学神学部に進むが、間もなく神学を捨て哲学、美学、文学を専攻して同学を1929年に卒業。
学生時代から詩や物語を執筆してはさまざまな雑誌に投稿しており、最初の小説は1925年に刊行された。1927年、パリにおもむくと長編小説第1号 "Suuri illusioni" （“The Grand Illusion” ― 遥かなる私の想い）を執筆した。これはボヘミアンの生活を描いたもので、いわばアメリカの作家群「失われた世代」の作品のフィンランド版である。しばらくの間、自由主義の文学運動Tulenkantajatに加わり、やがて政治的社会的な見方はかなり右傾していく。1931年に結婚するとひとり娘のサトゥ（wikidata）を授かる。サトゥは長じて小説の道に進んでいる。
1930年代と40年代を通して、ワルタリはジャーナリスト、批評家として何かにとりつかれたかのように働き、新聞や雑誌に執筆する傍ら、取材のためヨーロッパ中へ足を運んだ。この時期には文学にとらわれず、いとも軽々とジャンルの枠をまたいで数多くの作品を上梓した。
ハードな仕事ぶりから不眠症とうつ病に苦しみ、アルコール依存が進むとしばしば入院加療が必要なほどこじらせている。ワルタリは自らの作品の質を批評家に実証してみせるという意図もあって、文学の公募賞にも積極的に筆名で投稿し、しばしば入賞してみせた。もっぱら歴史小説で知られる作家だが実は推理小説も書き、一連の公募展投稿作の1つで手応えを得ると、1940年にヘルシンキ警察のパルム警部という人物が誕生、ワルタリの作品で人気キャラクターの1人となる。いささかぶっきら棒で無愛想な人物を主人公に据えると3作に登場させ、映画化もされている。人気カートゥーン『Kieku ja Kaiku』の原作を書き、脚本作家を目指す若者で作家カッレ・パータロ Kalle Päätalo（英語）のファンに向けてガイドブックを著した。 
冬戦争（1939年 - 1940年）と継続戦争（1941年 - 1944年9月）の間はフィンランド政府情報本部で働き、その文学的な才能を政治キャンペーンにも役立てた。1945年、初の長編小説『エジプト人』を出版、これは現在も読み継がれるフィンランドのベストセラーである。人道主義的な価値観が唯物論に堕落していくというテーマは、まさに第二次世界大戦の余韻を漂わせ、本作は間もなく世界的なベストセラーとなり、1954年にはハリウッド映画の原作にもなった。

### 第二次世界大戦後
ワルタリはその後さまざまな古代文明に取材した長編歴史小説を7本執筆した。中でもビザンチン帝国を舞台にした作品（英訳『The Dark Angel』）が、恐らく最も成功した作品と言われている。あるいはローマ帝国を主題にした2作では、キリスト教の信仰に対するワルタリのペシミズムが色濃く反映されている。
戦後、さらに数多くの小説を執筆し、その内には推理小説も含まれる。 
ワルタリは、フィンランドの最も執筆量の多い作家の1人であった。長編小説29作と中編小説15作、短編集及び妖精物語を合計6冊上梓し、戯曲26本を書いたほか、映画とラジオドラマの脚本、ノンフィクション、翻訳、そして書評やコラム数百本を残している。フィンランド人作家で最も国際的に著名で、30ヵ国語に翻訳された。遺された大量の未発表原稿は、さまざまな筆名を使い分け、現在もミカ・ワルタリ協会によって整理と出版が続いている。

### 映画化作品
ワルタリ自身の脚本もしくは小説他に取材し、映画33本が製作された。歴史映画『Akhnaton, auringosta syntynyt』（同名原作仮題『太陽の子アクナトン』）、同『Paracelsus Baselissa』（同名原作仮題『バーゼルのパラセルスス』）が人気の双璧をなす。原作の小説は、続く人物伝の前段と見なす声もある。後者の映画は公開時にイギリスで『Michael the Finn』（フィンランド人ミカエル）、アメリカで『The Adventurer』（冒険者）と現地題名を付けている。歴史物だけではなく喜劇にも真価を発揮し、原作『Kulkurin valssi』（仮題＝ならず者／放浪者のワルツ』）は舞台にも映画にもなり、演劇でも映画でも観衆から好評を博した。

## 主な受賞、栄典

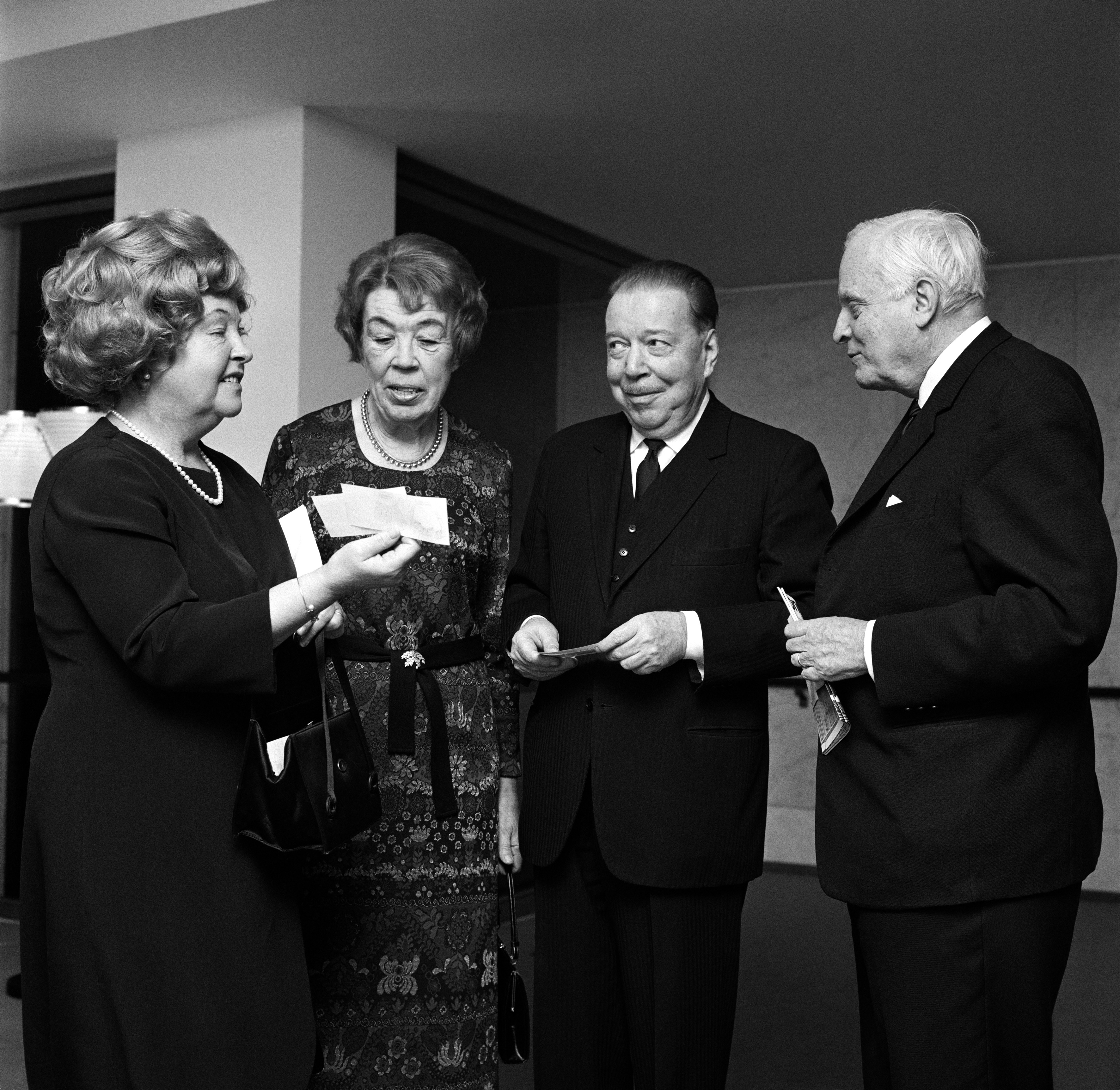
ワルタリ夫妻ミカとマルジャッタ、ロルフ・ネヴァンリンナ（右端）と妻シニッカ（左端）（1971年、フィンランディア・ホールの開館演奏会にて）

ワルタリには1952年、フィンランディア勲章が授与される。またその功績を称えてフィンランド作家協会（Suomen Kirjailijaliitto）は毎年恒例の顕彰事業を続け、若手作家を対象にワルタリ賞（英語）（フィンランド語）を選考してきた。
ヘルシンキのワルタリ記念像（フィンランド語）はヘルシンキ市南部カンピンマルミ地区Etu-Töölöにあり、ワルタリの旧宅に近い。また彫刻「王の思惑」Veikko Hirvimäki（フィンランド語）の創作の源は、ワルタリの書いたTurms kuolemattomaan （仮題『不滅のトゥルムス』）の一節から得たという。
"Ihmisessä itsessään ovat pisimmät matkat."（「人こそ最も長い旅をしている。」）—ヘルシンキ市立美術館「公共の彫刻」
これまでに公共の場に置く彫刻について激しい論議が交わされ、näköispatsas（フィンランド語）の方がよかったという人も多い。ワルタリはヘルシンキ中心部に抱く自身の記憶が消えないうちに「公共の小便器（フィンランド語）」を建てたいと述べた。作家の記憶を受け継ぐミカ・ワルタリ協会は（2000年設立）、とりわけ年鑑『Illusioni』の出版事業を担ってきた。
ワルタリ生誕99周年を記念して、ヘルシンキのTöölön kirjasto図書館は2007年9月19日、4階の多目的空間を「ミカ・ワルタリ・ホール」として開設した。
生誕100周年に当たる2008年、新聞やラジオ、テレビで多くの機会に記念の記事や番組を公開した。フィンランド貨幣局は記念コインの銀貨を発行、額面は10ユーロであった。当時もフィンランド人が最も愛読する書籍には『エジプト人シヌヘ』（Sinuhe egyptiläinen）が選ばれている。fi:Panu Rajala（ウィキデータ）の著した伝記は2008年秋にWSOYから、850ページの大部『Unio mystica: Mika Waltarin elämä ja teoksetika』として発行され（仮題『ワルタリの人生と仕事』）、Marketa Hejkalováの英訳版『Mika Waltari the Finn』も上梓された（後者はチェコ語版から重訳、仮題『フィンランド人ミカ・ワルタリ』。）
『Aku Ankka』（フィンランド語）はワルタリに捧げた11ページの漫画雑誌で、ワルタリ自身と「時代遅れのキャラクター」キエクとカイクが登場する。ミカ・ワルタリの名前を冠した学校は、2014年にウーシマー県Pornainen（ウィキデータ）のLaukkoski村（ウィキデータ）に設立された。

### 栄誉栄典
- 1952年 フィンランディア勲章
- 1957年 フィンランド学士院（英語版）会員[2]
- 1970年 トゥルク大学名誉博士号[2]
- 小惑星ワルタリ（4266）に献名[38][39]
- 同シヌヘ（4512）に献名[38][39]

## 日本語訳の作品
発表年順。
- 『エジプト人』飯島 淳秀（訳）、岡倉書房、1950年、NCID BN13417746。
  - 改版改題、1958年に平凡社『世界名作全集』第34巻に収載（NCID BN05211891）、1960年に〈角川文庫〉に改版（上・中・下3冊、NCID BN04466729）。
- Waltari, Mika（作詞）、Kankainen, Jukka（作曲）、峯 陽（編曲）『ミッカ・ワルタリの詩による組曲 : 女声合唱のための』ハルモニア、1992年、NCID BA85920372
- 『ミイラ医師シヌヘ』木原 悦子（訳）、小学館〈地球人ライブラリー 001〉、1994年、NCID BN10989018。

## 英語に翻訳された主な著作
小説
丸カッコ内は原題を示す。発行年順、以下同じ。
- A Stranger Came to the Farm [40]（Vieras mies tuli taloon, 1937）
- The Egyptian [41][42]（Sinuhe egyptiläinen, 1945）
- The Adventurer [43]（Mikael Karvajalka, 1948）
- A Nail Merchant at Nightfall（Neljä päivänlaskua, 1949）
- The Wanderer [44]（Mikael Hakim, 1949）
- The Dark Angel [45]（Johannes Angelos, 1952）
- The Etruscan [46]（Turms kuolematon, 1955）
- The Secret of the Kingdom[17]（Valtakunnan salaisuus, 1959）
- The Roman [16]（Ihmiskunnan viholliset, 1964）

短編小説
- Moonscape and other stories[47][48]（Kuun maisema, 1953）
- The Tree of Dreams[49]（Koiranheisipuu, 1961）

## 楽譜、録音
- Preludi-Tunnustus-Postludi: sopraanolle ja preparoidulle flyygelille : 1980. ミカ・ワルタリ（作詞）、カイヤ・サーリアホ（作曲）、カイヤ・サーリアホ（編曲）。Helsinki Finnish Music Information Centre（フィンランド語）、1980年。（直筆楽譜の複製）仮訳『序曲〜認識〜後奏曲：ソプラノとグランドピアノのために：1980年』
- From the Grammar of Dreams / Prelude-Confession-Postlude / Grammaire des reves / Adjo （Komsi, Salomaa）. 作詞家陣はGunnar Bjorling、ミカ・ワルタリ、ウィリアム・シェイクスピア、シルヴィア・プラス、ギヨーム・アポリネール、 ソルヴェイグ・フォン・ショルツ（英語版）ソルヴェイグ・フォン・ショルツ、ポール・エリュアール、フリードリヒ・ヘルダーリン（作詞）、ハンヌ・リントゥ（指揮）、アヴァンティ室内管弦楽団（英語）（演奏）。香港：ナクソス・デジタル・サービス・US Inc.、OCLC 8050957248、ストリーミング音声ファイル。
- ソイレ・イソコスキ（英語版、スウェーデン語版）（ソプラノ歌手）"Pastolare". Vocal Recital: Isokoski, Soile - Finnish Sacred Songs（Suomalainen rukous） ミカ・ワルタリ（作詞）、タネリ・クーシスト（作曲）、イルッカ・クーシスト（編曲）、ヨン・ストルゴールズ（指揮）、ヘルシンキ交響楽団、ナクソス・デジタル・サービス・US Inc、〈Ondine〉ODE1034-2、2003年1月。OCLC 8051039956、ストリーミング音声ファイル。